# ويل كروذرز
ويل كروذرز (بالإنجليزية: William Crothers)‏ هو مجدف كندي، ولد في 14 يونيو 1987 في كينغستون في كندا.

## وصلات خارجية
- ويل كروذرز على موقع الاتحاد الدولي للتجديف (الإنجليزية)
- ويل كروذرز على موقع اللجنة الأولمبية الدولية (الإنجليزية)
- ويل كروذرز على موقع أوليمبيديا (الإنجليزية)
- ويل كروذرز على موقع اللجنة الأولمبية الكندية (الإنجليزية)